# TMED3
TMED3‏ (Transmembrane p24 trafficking protein 3) هوَ بروتين يُشَفر بواسطة جين TMED3 في الإنسان.